# Rafael Álvarez Lara
Rafael Álvarez Lara (Castillo de Locubín, 10 de octubre de 1902 - Almería, 15 de diciembre de 1996) fue un sacerdote católico español, obispo de Guadix-Baza y de Mallorca.

## Biografía

### Formación
Realizó estudios secundarios en el Seminario de San Cecilio de Granada en el curso 1915-1916 y anteriormente en el Instituto General y Técnico (hoy «Padre Suárez») de la misma capital y posiblemente en el seminario de Jaén.
Cursó los estudios superiores en la Pontificia Universidad de Comillas licenciándose en Filosofía, en Teología y en Derecho Canónico.

### Presbítero
El 27 de julio de 1927 fue ordenado presbítero.
Desde 1928 enseñó Filosofía, Griego y Matemáticas en el seminario de Jaén, mientras continuaba acudiendo a Comillas para obtener la licenciatura en Derecho Canónico. En 1930 fue nombrado por el obispo Basulto cura ecónomo de la parroquia de san José de Linares, de nueva creación en el barrio Cantarranas, cuyos vecinos, la gran mayoría mineros, estaban entre los más pobres de la localidad. Durante la guerra civil padeció persecución religiosa; fue detenido y permaneció cinco meses en esta situación hasta que sus propios feligreses consiguieron liberarlo y pudo continuar la labor pastoral aunque clandestinamente. Permaneció en el cargo hasta 1939, año en que fue nombrado ecónomo de la parroquia de Santa María de la misma localidad y arcipreste de Linares. También ejerció, a partir de 1940, como profesor de Religión y Griego en el Instituto de Enseñanza Media de Linares, y como director del mismo centro más tarde.

### Obispo

#### Guadix
El 10 de junio de 1943 fue nombrado obispo por el papa Pío XII para la sede de Guadix-Baza, vacante desde 1936 tras el asesinato de su titular Manuel Medina Olmos el 30 de agosto de 1936 en Almería y que estaba administrada apostólicamente por el arzobispo de Granada, Agustín Parrado García.
Durante su pontificado en Guadix desarrolló una intensa labor social y espiritual en toda la diócesis, que encontró destrozada a causa de la guerra civil. Su pontificado estuvo basado en la vida espiritual y en las devociones al Corazón de Jesús, a la Virgen María  y a la Eucaristía. Dedicó esfuerzos a la formación de sacerdotes, restaurando y modernizando el antiguo convento de San Agustín en Guadix para seminario menor; adaptó un edificio destinado a fábrica de harinas en Jérez del Marquesado para seminario de verano y construyó un edificio nuevo, cercano al Colegio Máximo de la Compañía de Jesús en Granada, para seminario mayor, poniendo al frente de ambos centros a profesores jesuitas, entre ellos al destacado profesor de Teología Moral, Ulpiano López, como rector del seminario mayor. Entre otras actuaciones de acción social, fundó el Patronato Social del Sagrado Corazón para luchar contra el desempleo y la miseria y convirtió el palacio arzobispal en una fábrica de manufacturas de esparto. Comenzó la organización de Cáritas en la diócesis, que desarrolló su labor a través de la Ayuda Social Americana. Creó un ambicioso plan social en la barriada Cuevas de Baza, patrocinado por Cáritas con colaboración de la obra de los obispos alemanes «Misereor» y de otras instituciones, aunque no llegó a ejecutarse en su totalidad. Esta labor social, no siempre bien vista, recibió el elogio de Gerald Brenan en su obra Al sur de Granada.

#### Mallorca
Permaneció en Guadix hasta el 10 de marzo de 1965, fecha en que fue nombrado obispo de Mallorca por el papa Pablo VI.
La situación de la diócesis de Mallorca era muy distinta de la que dejaba en Guadix, debido especialmente al cambio demográfico y modernizador que trajo consigo el incremento del turismo, traducido entre otros efectos en un considerable aumento de la inmigración procedente de otras regiones de España para cubrir los puestos de trabajo creados en los sectores de la construcción y turístico especialmente. Del mismo modo, Álvarez Lara tuvo que encargarse de aplicar en la Iglesia mallorquina las disposiciones emanadas del Concilio Vaticano II, a punto de finalizar cuando fue nombrado obispo de aquella diócesis, adaptándola y modernizándola y enfrentándose, por tanto, con una situación delicada a la que se sumaba su escaso conocimiento del mallorquín, que era la lengua hablada preferentemente por los diocesanos.
Entre 1966 y 1969 fue administrador apostólico de Menorca, tras la dimisión por edad del obispo Bartolomé Pascual Marroig.
Atendiendo al aumento de población creó veintidós nuevas parroquias distribuidas entre la capital y las poblaciones de Palmanova, Son Cladera, Portopí, Cala Mayor y Peguera, entre otras.
Llevó a cabo la unificación de los seminarios existentes en la isla, el del los Misioneros de los Sagrados Corazones, el de la Tercera Orden Regular Franciscana, el de los Padres Teatinos y el Seminario Diocesano, creando el Centro de Estudios Superiores Eclesiásticos de Baleares, posteriormente convertido en Centro de Estudios Teológicos de Mallorca. También reestructuró la división territorial de la diócesis en arciprestazgos, pasando de los doce existentes a veinticinco.
Tras reiteradas peticiones fue exonerado del gobierno de la diócesis de Mallorca, por razones de salud, el 17 de febrero de 1972, encargándose a partir de entonces, como administrador apostólico sede plena, el obispo auxiliar de Ibiza, Teodoro Úbeda Gramaje, que más tarde fue nombrado obispo residente de Mallorca el 13 de abril de 1973.

## Retiro
Rafael Álvarez Lara pasó algo menos de un año en su pueblo natal hasta que tuvo preparada una vivienda cercana a su familia en Almería, donde residió hasta su fallecimiento.

### Vocación monacal
Desde los tiempos de seminarista en Comillas, surgió en el obispo Álvarez Lara la vocación monacal y realizó varios intentos para entrar en algún monasterio y dedicarse a la vida contemplativa. Solicitó ingresar en el monasterio de Poblet de la Orden Cisterciense, lo que le había sido concedido al mismo tiempo que su nombramiento como obispo de Guadix por lo que renunció. Mientras estuvo en Guadix y más tarde en Mallorca, mantuvo frecuentes contactos con la cartuja de Jerez, reabierta en aquellos años, en la que solicitó ingresar en dos ocasiones, no siendo aceptado a causa de su salud y edad.

### Final
Falleció en Almería el 15 de diciembre de 1996. Por expreso deseo su muerte no se anunció. El arzobispo de Granada y los obispos de sus diócesis sufragáneas, el obispo de Mallorca, el presidente de la Conferencia Episcopal Española y el obispo de Asidonia-Jerez fueron informados por el obispo de Almería una vez que se habían iniciado los ritos exequiales en la Cartuja de Santa María de la Defensión de Jerez de la Frontera, en cuyo cementerio claustral fue inhumado su cadáver, revestido con el hábito cartujo y sin ataúd, en una ceremonia íntima, según la costumbre de los cartujos, celebrada el 16 de diciembre de 1996, a la que solamente asistieron la comunidad del monasterio, el obispo de Almería, Rosendo Álvarez Gastón, y tres miembros de su familia.

## Distinciones
- En el año 2000 el Ayuntamiento de Guadix dedicó una calle de la urbanización «Cristo de los Favores» con el nombre de «Obispo Rafael Álvarez» a su memoria.
- El Ayuntamiento de Linares ha dedicado una calle a su memoria con el nombre «Obispo Álvarez Lara».